# Babilafuente
Babilafuente település Spanyolországban, Salamanca tartományban. Babilafuente Aldearrubia, Pitiegua, Arabayona de Mógica, Villoruela, Moríñigo, Cordovilla és Huerta községekkel határos. Lakosainak száma 925 fő (2024).

## Népesség
A település népessége az elmúlt években az alábbi módon változott:
| Lakosok száma | 968  | 1000 | 946  | 934  | 918  | 896  | 919  | 885  | 936  | 925  |
|               | 2001 | 2004 | 2007 | 2009 | 2012 | 2014 | 2017 | 2019 | 2022 | 2024 |